# Saison 1970-1971 du Stade quimpérois
Maillots
Chronologie
Saison suivante
La saison 1970-1971 du Stade Quimpérois débute le 22 août 1970 avec la première journée du Championnat de France de Division 2 (Groupe Centre), pour se terminer le 30 mai 1971 avec la dernière journée de cette compétition.
Le Stade Quimpérois est également engagé en Coupe de France où il atteint de nouveau les seizièmes de finale (éliminé par le FC Mantes).

## Résumé de la saison
Après une bonne saison en CFA où le club termine sixième, la réforme des championnats permet au club de monter en Division 2.
L'objectif du club cette saison là était le maintien, l'effectif de la saison dernière est conservé pour cette saison.
Le club commence sa saison contre l'AAJ Blois (promu), à domicile, les quimpérois perdent le match 1-0. Le début de saison est compliqué avec aucune victoire lors de leur 6 premiers matchs (3 nuls et 3 défaites). Le club avant-dernier remporte lors de la septième journée son premier match contre le FC Bourges à domicile. Après cette première victoire, le club enchaîne avec 2 autres victoires consécutives mais rechute et perd lourdement les 3 matchs suivants (3-0, 4-0 et 5-0). Après ses trois défaites, le club joue son premier match de Coupe de France contre Champigny mais au bout des prolongations, le club fait match nul et quelques jours plus tard, le club remporte le match rejoué quatre buts à un. Dès lors, le club remporte 3 victoires sur les 7  matchs qui suit la victoire en coupe, il se qualifie pour les seizièmes de finale en battant un but à zéro l'Évreux AC. Le club perd ensuite quatre matchs consécutifs en Division 2 et il se font éliminer par le CA Mantes (Division 3) en 16e de finale de Coupe de France. La saison du club se termine par 5 matchs nuls consécutifs et une victoire lors de la dernière journée. Le Stade Quimpérois se maintient en terminant 11ème sur 16 avec 24 points (7V, 10N, 13D).    

## L'effectif de la saison
| Poste | Nat. | Nom                  | Naissance        | Sélection | Championnat | Championnat | Coupe France | Coupe France | Total Saison | Total Saison |
| Poste | Nat. | Nom                  | Naissance        | Sélection | M           | But inscrit | M            | But inscrit  | M            | But inscrit  |
| ----- | ---- | -------------------- | ---------------- | --------- | ----------- | ----------- | ------------ | ------------ | ------------ | ------------ |
| G     | FRA  | Robert Devis         | 2 mai 1933       | -         | 25          | 0           | 2            | 0            | 27           | 0            |
| G     | FRA  | Jean-Yves Larzul     | 12 avril 1951    | -         | 5           | 0           | 0            | 0            | 5            | 0            |
| D     | FRA  | Felix Suray          | 27 mars 1937     | -         | 26          | 0           | 2            | 0            | 28           | 0            |
| D     | FRA  | Daniel Guillou       | 1948             | -         | 6           | 0           | 0            | 0            | 6            | 0            |
| D     | FRA  | Robert Bechennec     | 31 août 1948     | -         | 29          | 3           | 2            | 0            | 31           | 3            |
| D     | FRA  | André Le Borgne      | 4 mai 1949       | -         | 1           | 0           | 0            | 0            | 1            | 0            |
| D     | FRA  | Jean-Claude Hemery   | 31 mai 1942      | -         | 26          | 1           | 2            | 0            | 28           | 1            |
| D     | FRA  | Jean-Claude Le Berre | 31 octobre 1945  | -         | 22          | 0           | 2            | 0            | 24           | 0            |
| D     | FRA  | Jean-Pierre Hémon    | 19 mars 1947     | -         | 4           | 0           | 4            | 0            | 4            | 0            |
| D     | FRA  | André Quentel        | 24 avril 1948    | -         | 23          | 0           | 1            | 0            | 24           | 0            |
| M     | FRA  | Charles Dorn         | 27 novembre 1946 | -         | 6           | 0           | 0            | 0            | 6            | 0            |
| M     | FRA  | Roger Pohon          | 21 mai 1940      | -         | 27          | 5           | 2            | 0            | 29           | 5            |
| M     | FRA  | Maurice Dorval       | 18 octobre 1950  | -         | 19          | 5           | 2            | 0            | 21           | 5            |
| M     | FRA  | Jean-Yves Morvan     | 15 juillet 1946  | -         | 19          | 1           | 2            | 0            | 21           | 1            |
| M     | FRA  | Yves Daniel          | 28 janvier 1943  | -         | 27          | 6           | 1            | 0            | 28           | 6            |
| M     | FRA  | René Pann            | 18 janvier 1939  | -         | 19          | 1           | 2            | 0            | 21           | 1            |
| A     | FRA  | Bois                 | Inconnu          | -         | 17          | 0           | 0            | 0            | 17           | 0            |
| A     | FRA  | Pascal Guézennec     | Inconnu          | -         | 1           | 0           | 0            | 0            | 1            | 0            |
| A     | FRA  | Raymond Rannou       | 5 octobre 1947   | -         | 18          | 2           | 2            | 1            | 20           | 3            |

## Les rencontres de la saison

### Liste
| Match | Date         | Compétition     | Tour          | Adversaire  | Lieu ¹ | Score    | Affluence |
| ----- | ------------ | --------------- | ------------- | ----------- | ------ | -------- | --------- |
| 1     | 22 août      | National        | 1             | Blois       | D      | 0-1      | 2 231     |
| 2     | 29 août      | National        | 2             | Rouen       | E      | 0-4      | 2 138     |
| 3     | 12 septembre | National        | 3             | Laval       | D      | 1-1      | 1 100     |
| 4     | 19 septembre | National        | 4             | Poitiers    | D      | 1-1      | 1 070     |
| 5     | 26 septembre | National        | 5             | Limoges     | E      | 1-1      | 3 696     |
| 6     | 3 octobre    | National        | 6             | Montluçon   | D      | 0-3      | 1 928     |
| 7     | 10 octobre   | National        | 7             | Lorient     | E      | 0-2      | 3 706     |
| 8     | 17 octobre   | National        | 8             | Bourges     | D      | 1-0      | 1 377     |
| 9     | 24 octobre   | National        | 9             | Le Havre    | E      | 3-2      | 2 728     |
| 10    | 1er novembre | National        | 10            | Caen        | D      | 3-1      | 1 508     |
| 11    | 7 novembre   | National        | 11            | Quevilly    | E      | 0-3      | 1 530     |
| 12    | 21 novembre  | Coupe de France | 5e tour       | UCK Vannes  | D      | 2-0      | 1 872     |
| 13    | 29 novembre  | National        | 12            | Brest       | D      | 0-4      | 4 397     |
| 14    | 5 décembre   | National        | 13            | Paris SG    | E      | 0-5      | 3 081     |
| 15    | 13 décembre  | Coupe de France | 6e tour       | Champigny   | D      | 1-1 (ap) | 699       |
| 16    | 16 décembre  | Coupe de France | 6e tour       | Champigny   | E      | 4-1      | -         |
| 17    | 27 décembre  | National        | 15            | Châteauroux | E      | 0-0      | 1 492     |
| 18    | 3 janvier    | National        | 14            | Le Mans     | D      | 3-1      | 1 807     |
| 19    | 9 janvier    | National        | 16            | Rouen       | D      | 0-2      | 2 469     |
| 20    | 16 janvier   | National        | 17            | Laval       | E      | 2-4      | 2 580     |
| 21    | 24 janvier   | National        | 18            | Poitiers    | E      | 0-0      | 1 428     |
| 22    | 30 janvier   | National        | 19            | Limoges     | D      | 1-0      | 2 247     |
| 23    | 7 février    | Coupe de France | 32e de finale | Évreux AC   | N      | 1-0      | 1 286     |
| 24    | 14 février   | National        | 20            | Montluçon   | E      | 2-1      | 1 640     |
| 25    | 21 février   | National        | 21            | Lorient     | D      | 0-1      | 5 414     |
| 26    | 28 février   | Coupe de France | 16e de finale | Mantes      | N      | 0-1      | 1 970     |
| 27    | 7 mars       | National        | 22            | Bourges     | E      | 0-1      | 636       |
| 28    | 14 mars      | National        | 23            | Le Havre    | D      | 1-2      | 2 219     |
| 29    | 21 mars      | National        | 24            | Caen        | E      | 1-2      | 1 602     |
| 30    | 2 avril      | National        | 27            | Paris SG    | D      | 0-1      | 8 000     |
| 31    | 4 avril      | National        | 25            | Quevilly    | D      | 0-0      | 2 190     |
| 32    | 17 avril     | National        | 26            | Brest       | E      | 1-1      | 5 445     |
| 33    | 9 mai        | National        | 28            | Le Mans     | E      | 0-0      | 1 765     |
| 34    | 16 mai       | National        | 29            | Châteauroux | D      | 1-1      | 2 173     |
| 35    | 22 mai       | National        | 27            | Paris SG    | D      | 1-1      | 8 450     |
| 36    | 30 mai       | National        | 30            | Blois       | E      | 1-0      | 2 084     |

- 1 N : terrain neutre ; D : à domicile ; E : à l'extérieur ; drapeau : pays du lieu du match international
- 2 match contre Châteauroux (15e journée) jouée avant le match contre le Mans (14e journée)
- 3 match contre Le Mans (28e journée) et Châteauroux (29e journée) joués avant le match contre le PSG (27e journée)

### Affluence
L'affluence à domicile du Stade Quimpérois atteint un total :
- de 40 575 spectateurs en 15 rencontres de Division 2, soit une moyenne de 2 705/match.
- de 2 571 spectateurs en 2 rencontres de Coupe de France, soit une moyenne de 1 285/match.
- de 43 146 spectateurs en 17 rencontres au total, soit une moyenne de 2 538/match.

Affluence du Stade Quimpérois à domicile

## Bilan des compétitions
| Compétition     | Vainqueur final  | Débute au tour | Place ou tour final  | Première rencontre | Dernière rencontre | Nombre |
| --------------- | ---------------- | -------------- | -------------------- | ------------------ | ------------------ | ------ |
| National        | Paris SG         | 1re journée    | 11e du Groupe Centre | 22 août 1970       | 30 mai 1971        | 30     |
| Coupe de France | Stade rennais UC | 6e tour        | 16e de finale        | 21 novembre 1970   | 28 février 1971    | 5      |

### National - Groupe Centre

#### Classement
| Rang | Équipe      | Pts | J  | G  | N  | P  | Bp | Bc | Diff  |
| ---- | ----------- | --- | -- | -- | -- | -- | -- | -- | ----- |
| 8    | Blois       | 34  | 30 | 13 | 8  | 9  | 33 | 35 | 0,943 |
| 9    | Le Mans     | 29  | 30 | 9  | 11 | 10 | 36 | 40 | 0,9   |
| 10   | Châteauroux | 24  | 30 | 6  | 12 | 13 | 32 | 40 | 0,8   |
| 11   | Quimper     | 24  | 30 | 7  | 10 | 13 | 24 | 45 | 0,533 |
| 12   | Bourges     | 23  | 30 | 7  | 9  | 14 | 28 | 46 | 0,609 |
| 13   | Laval       | 23  | 30 | 7  | 9  | 14 | 30 | 49 | 0,612 |
| 14   | Poitiers    | 22  | 30 | 4  | 14 | 12 | 25 | 44 | 0,568 |

#### Résultats
| Total  | Total  | Total | Total | Total | Total | Total | Total | Domicile | Domicile | Domicile | Domicile | Domicile | Domicile | Extérieur | Extérieur | Extérieur | Extérieur | Extérieur | Extérieur |
| Matchs | Points | V     | N     | D     | BP    | BC    | Diff. | V        | N        | D        | BP       | BC       | Diff.    | V         | N         | D         | BP        | BC        | Diff.     |
| ------ | ------ | ----- | ----- | ----- | ----- | ----- | ----- | -------- | -------- | -------- | -------- | -------- | -------- | --------- | --------- | --------- | --------- | --------- | --------- |
| 30     | 24     | 7     | 10    | 13    | 24    | 45    | -21   | 4        | 5        | 6        | 13       | 19       | -6       | 3         | 5         | 7         | 11        | 26        | -15       |

#### Résultats par journée
| Journée   | 01 | 02 | 03 | 04 | 05 | 06 | 07 | 08 | 09 | 10 | 11 | 12 | 13 | 14 | 15 | 16 | 17 | 18 | 19 | 20 | 21 | 22 | 23 | 24 | 25 | 26 | 27 | 28 | 29 | 30 |
| --------- | -- | -- | -- | -- | -- | -- | -- | -- | -- | -- | -- | -- | -- | -- | -- | -- | -- | -- | -- | -- | -- | -- | -- | -- | -- | -- | -- | -- | -- | -- |
| Terrain   | D  | E  | D  | D  | E  | D  | E  | D  | E  | D  | E  | D  | E  | D  | E  | D  | E  | E  | D  | E  | D  | E  | D  | E  | D  | E  | D  | E  | D  | E  |
| Résultats | D  | D  | N  | N  | N  | D  | D  | V  | V  | V  | D  | D  | D  | V  | N  | D  | D  | N  | V  | V  | D  | D  | D  | D  | N  | N  | N  | N  | N  | V  |
| Points    | 0  | 0  | 1  | 2  | 3  | 3  | 3  | 5  | 7  | 9  | 9  | 9  | 9  | 11 | 12 | 12 | 12 | 13 | 15 | 17 | 17 | 17 | 17 | 17 | 18 | 19 | 20 | 21 | 22 | 24 |
| Place     | 11 | 15 | 15 | 14 | 15 | 15 | 16 | 14 | 12 | 11 | 12 | 12 | 14 | 10 | 10 | 12 | 13 | 12 | 11 | 11 | 11 | 12 | 12 | 14 | 15 | 13 | 13 | 14 | 14 | 11 |

Source : Liste des rencontres

Terrain : D = Domicile ; E = Extérieur. Résultat: D = Défaite ; N = Nul ; V = Victoire.